# Pug
Pug[Nota] (em chinês:  巴哥犬) é uma raça de cão de companhia de pequeno porte, com focinho achatado e cauda enrolada.
São cães braquicefálicos, ou seja, têm o focinho "achatado". Cães com essa características têm o sistema respiratório superior comprimido e portanto não toleram muito exercício físico.
Os ancestrais da raça vieram originalmente da China. Tal afirmação é baseada no fato de terem encontrado cães similares na nação oriental nos anos de 700 a.C. Todavia, apenas quando levada à Europa, primeiramente pelos holandeses e em seguida pelos ingleses é que a raça atingiu o padrão moderno. Adotada pela realeza europeia, foi a preferida de Josefina, esposa de Napoleão Bonaparte. Com o aumento de sua popularidade, conquistou ainda diversos nomes, dependendo do país. Foi chamada de mop, mol, carlin, carlino, calindogue, pug-dog e mops.
Fisicamente, o pug pode chegar a pesar até 13 kg. Pelo seu tamanho e por não necessitar de muito exercício, o pug é o tipo de cachorro ideal para apartamento.

## Características

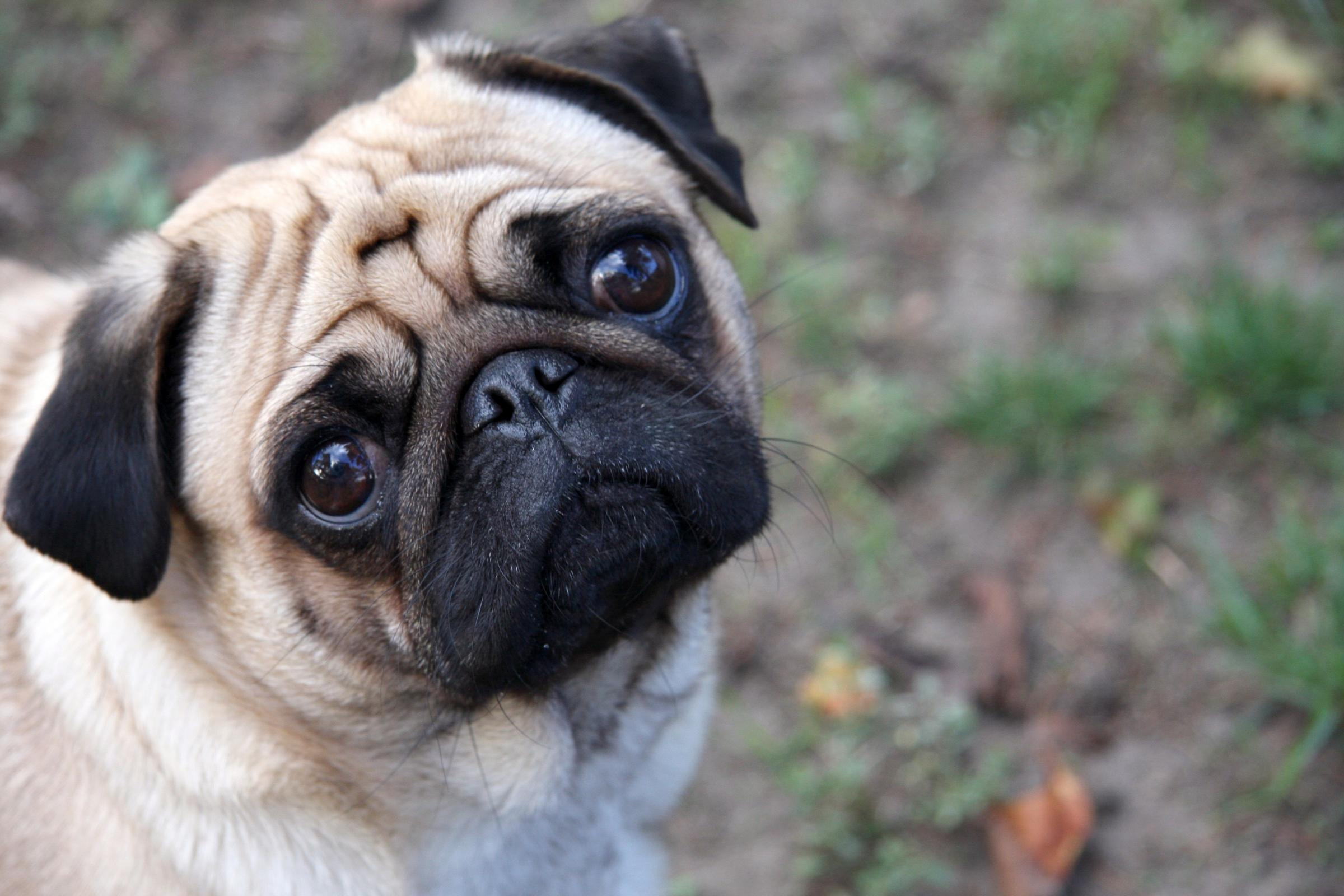
Os olhos devem ser grandes, com um formato arredondado e de cor escura

O pug é classificado como “cão de companhia“, fazendo parte do grupo dos cães “Toys” ou “de Companhia”, o grupo 9. Os pugs deveriam pesar entre 6,3 e 8,1 kg, sendo cães pesados para a sua estatura. Sua aparência geral deve ser quadrada e maciça, deve mostrar “multum in parvo” (muita substância em um pequeno volume), o que transparece em sua forma compacta, com proporcionalidade entre as partes e musculatura firme.
A cabeça do pug é a característica mais original e típica da raça. Deve ser redonda quando você a olha de frente e o focinho completamente chato quando olhado de perfil. Os olhos de um pug são redondos, escuros, expressivos e cheios da vida. Suas orelhas são ajustadas na cabeça, devendo ser pretas. As rugas na cabeça de um pug devem ser profundas e fáceis de ver, porque dentro delas a cor é mais escura do que fora. Deve existir uma grande ruga sobre o nariz.Outra característica importante do pug é sua cauda. A cauda é implantada acima da garupa e deve ser fortemente enrolada. A cauda duplamente enrolada é a ideal que os criadores buscam, mas uma única volta apertada é aceitável. Os pugs têm basicamente duas cores: fulvo (abricó) em várias tonalidades e preta.

## Origem

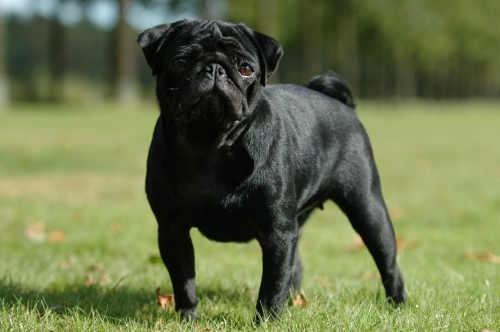
pug de pelagem preta

De origem chinesa, o pug foi levado à Holanda por volta do século XVI pela Companhia de Navegação Mercantil Holandesa, dita Companhia Holandesa das Índias Orientais, e foi bastante apreciado pelas damas da sociedade como cão de colo. Depois chegou à Inglaterra que o adotou e mais tarde redigiria o seu padrão. Antes, porém, no início do século XVII, já era difundido em vários países europeus como Itália, França, Espanha e Alemanha. Sempre tido como animal de estimação da nobreza e alta sociedade, sua trajetória remonta os episódios com Napoleão Bonaparte, Maria Antonieta, o Príncipe Guilherme de Orange e mais recentemente com o Duque de Windsor. Sem o aviso de um pequeno pug, Guilherme teria morrido nas mãos dos espanhóis. O latido de alerta do cão avisou sobre a invasão e salvou uma vida real. O pug tornou-se o cão oficial da corte, e o túmulo de Guilherme exibe, além dele, seu querido cão de estimação.
Contudo, sua origem permanece menos certa que os serviços que presta. Ele pode ter ascendência asiática ou europeia e o nome provavelmente pode se referir a um tipo de sagui (também chamado de pug). Os ingleses o batizaram de pug ou "pug-Dog", isto é "coisa diminuta", "cão diminuto". O nome Carlino ou Carlini foi usado pela primeira vez na França, pelo aspecto cômico, curioso e mal-humorado ao mesmo tempo, que lhe conferem as rugas e a pigmentação particular do rosto, o nome de um ator, célebre no papel de Arlequim, com o qual o rosto redondo, com mascara preta, revelava certa afinidade.

## Representações históricas de pugs

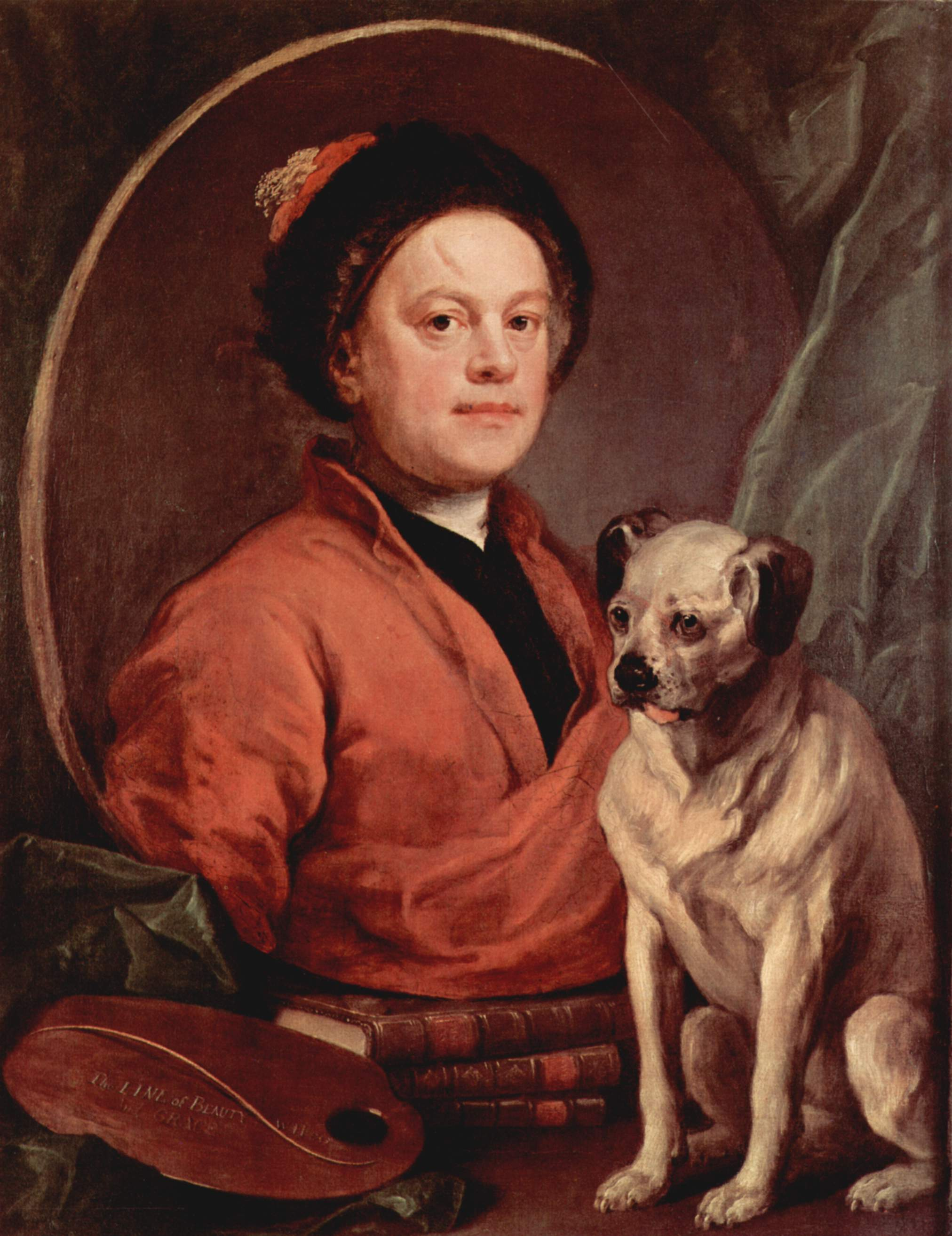
The Painter and His Pug (O pintor e seu pug), o artista William Hogarth e seu pug Trump, 1745
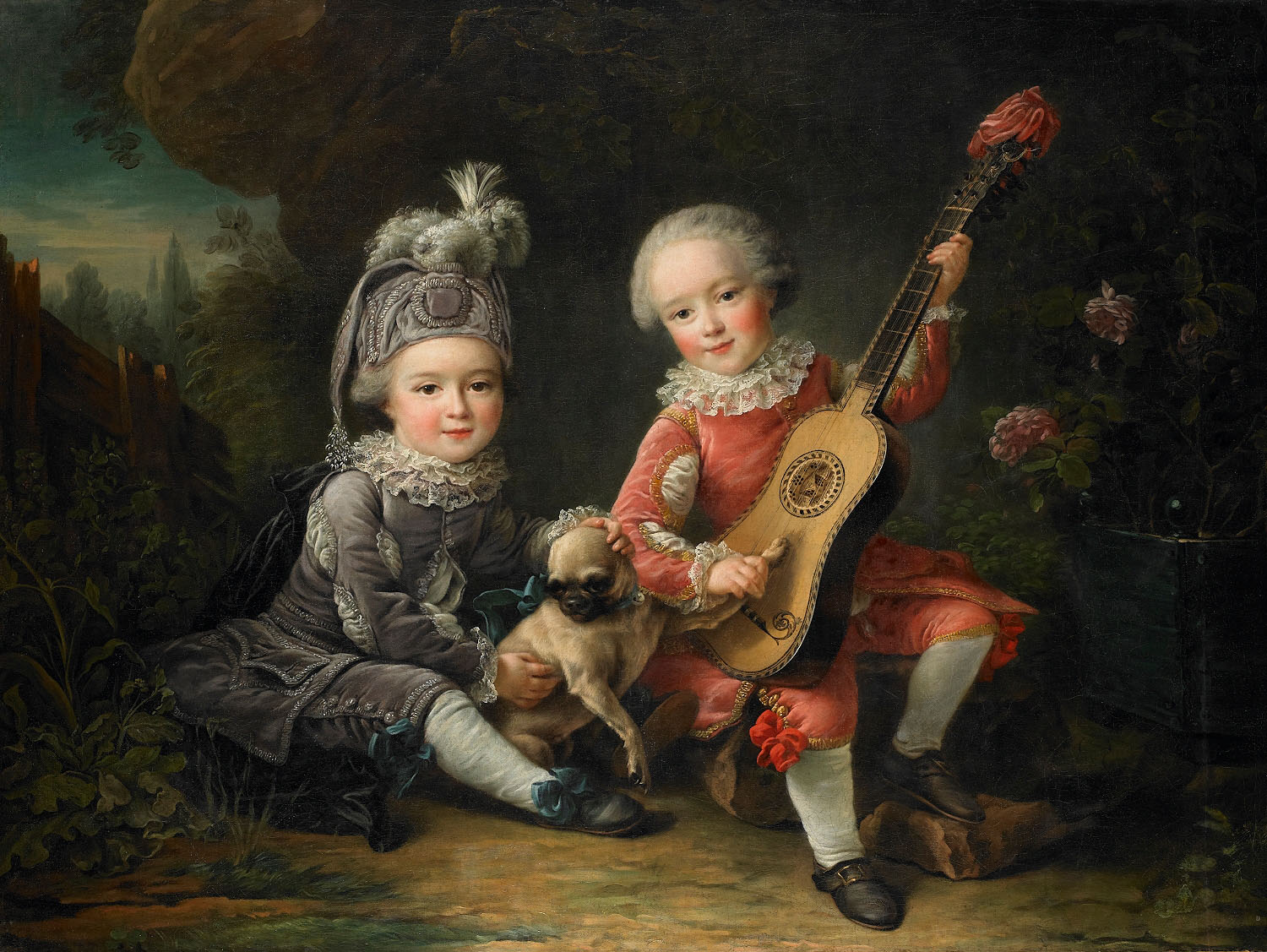
Crianças do Marquês de Béthune com um pug em 1761
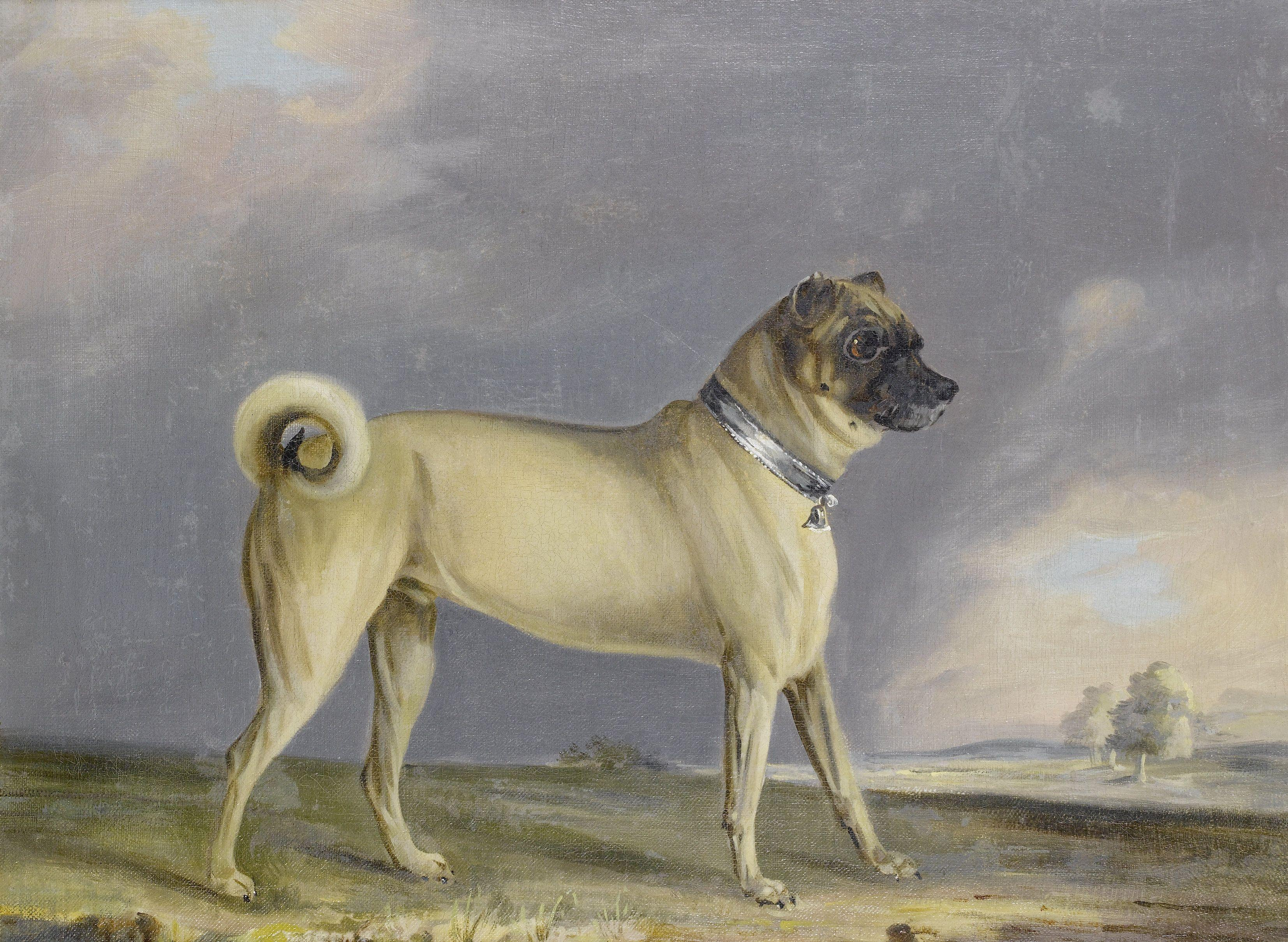
Um cão pug, sem focinho achatado, 1802
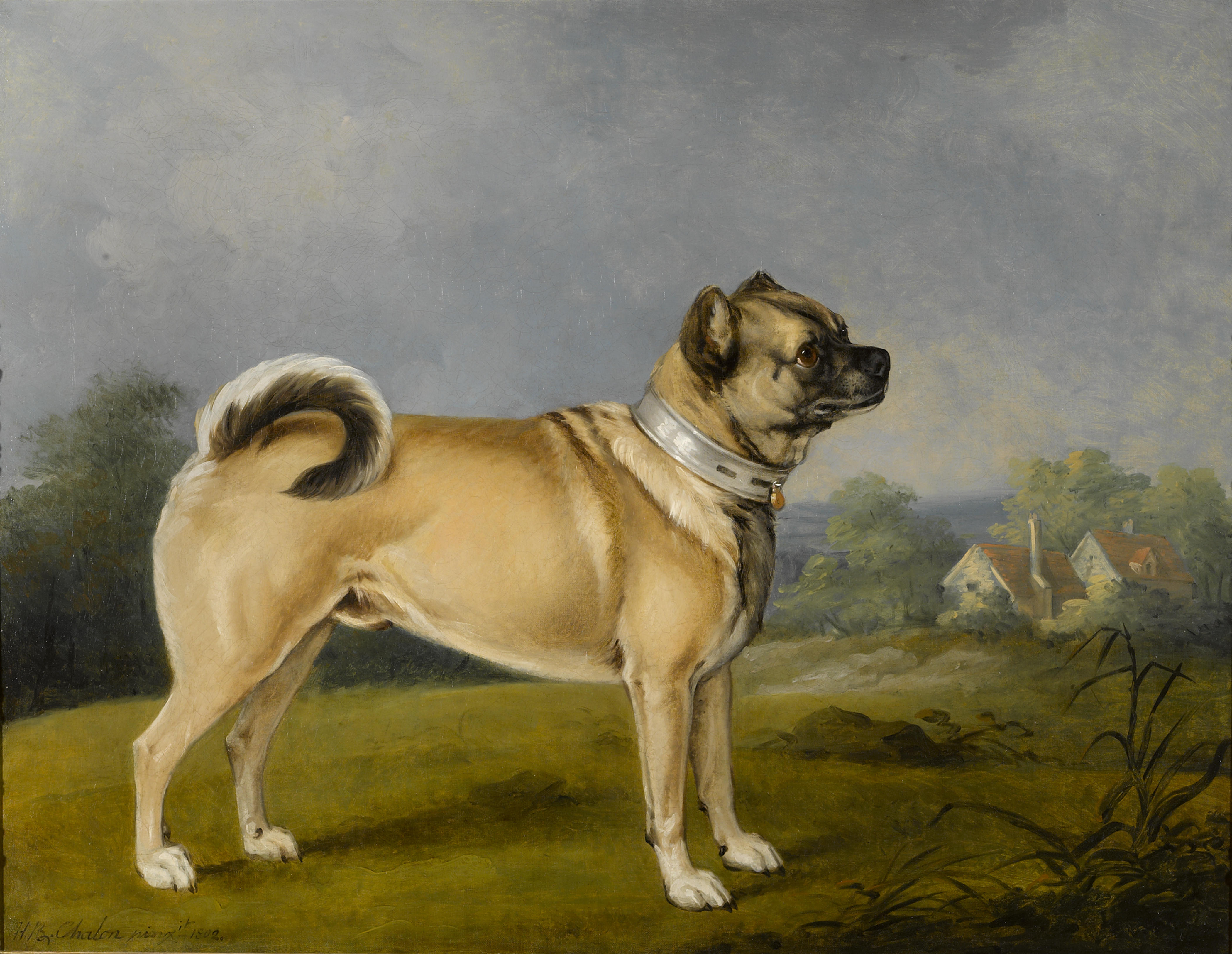
Um pug macho, sem focinho achatado, em 1802
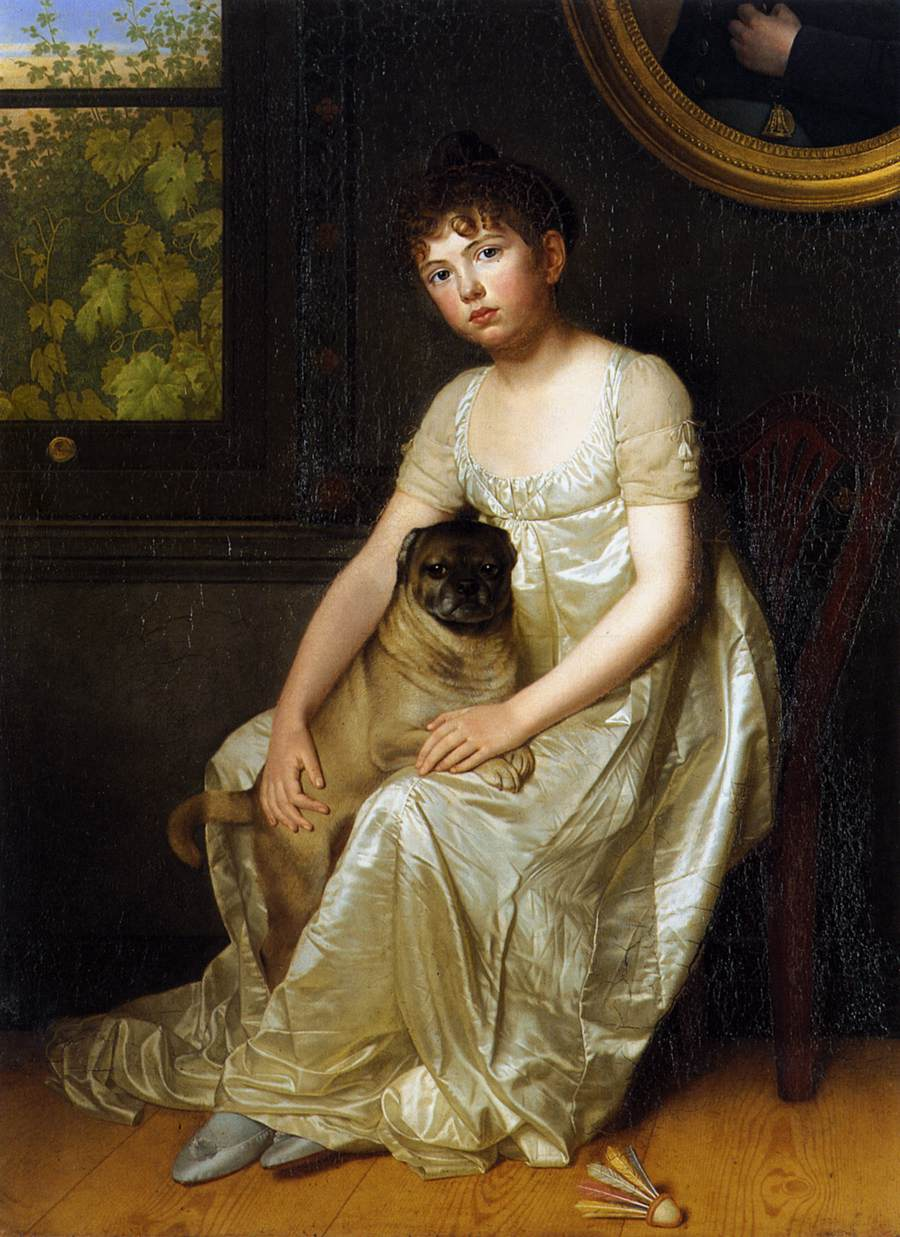
Retrato de Sylvie de la Rue circa em  1810
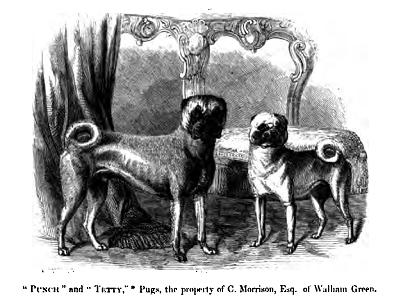
Gravura dos pugs "Punch and Tetty" a partir do livro de 1859 "The Dog in Health and Disease"
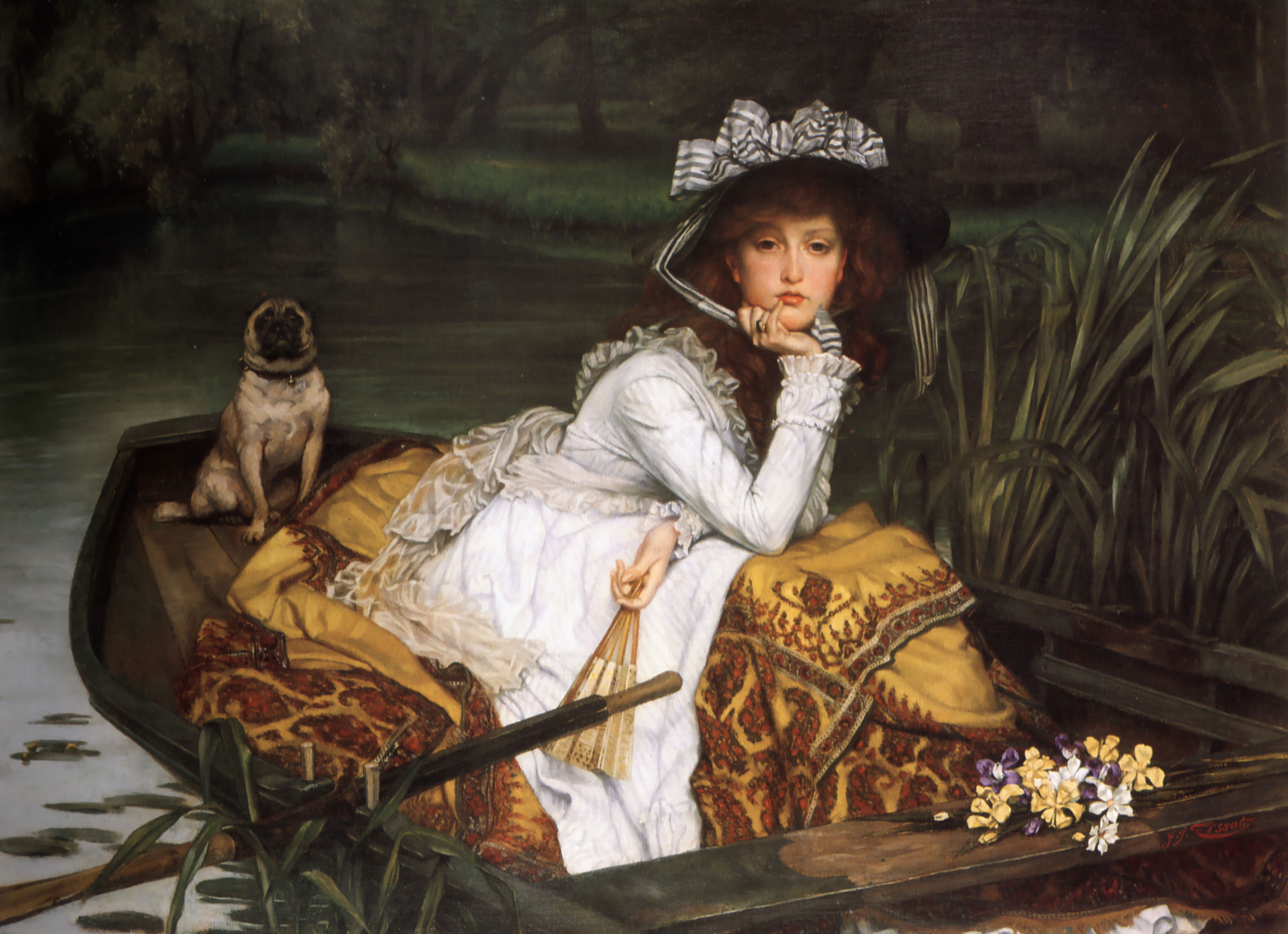
Jovem senhora em um barco com um pug por James Tissot em 1870
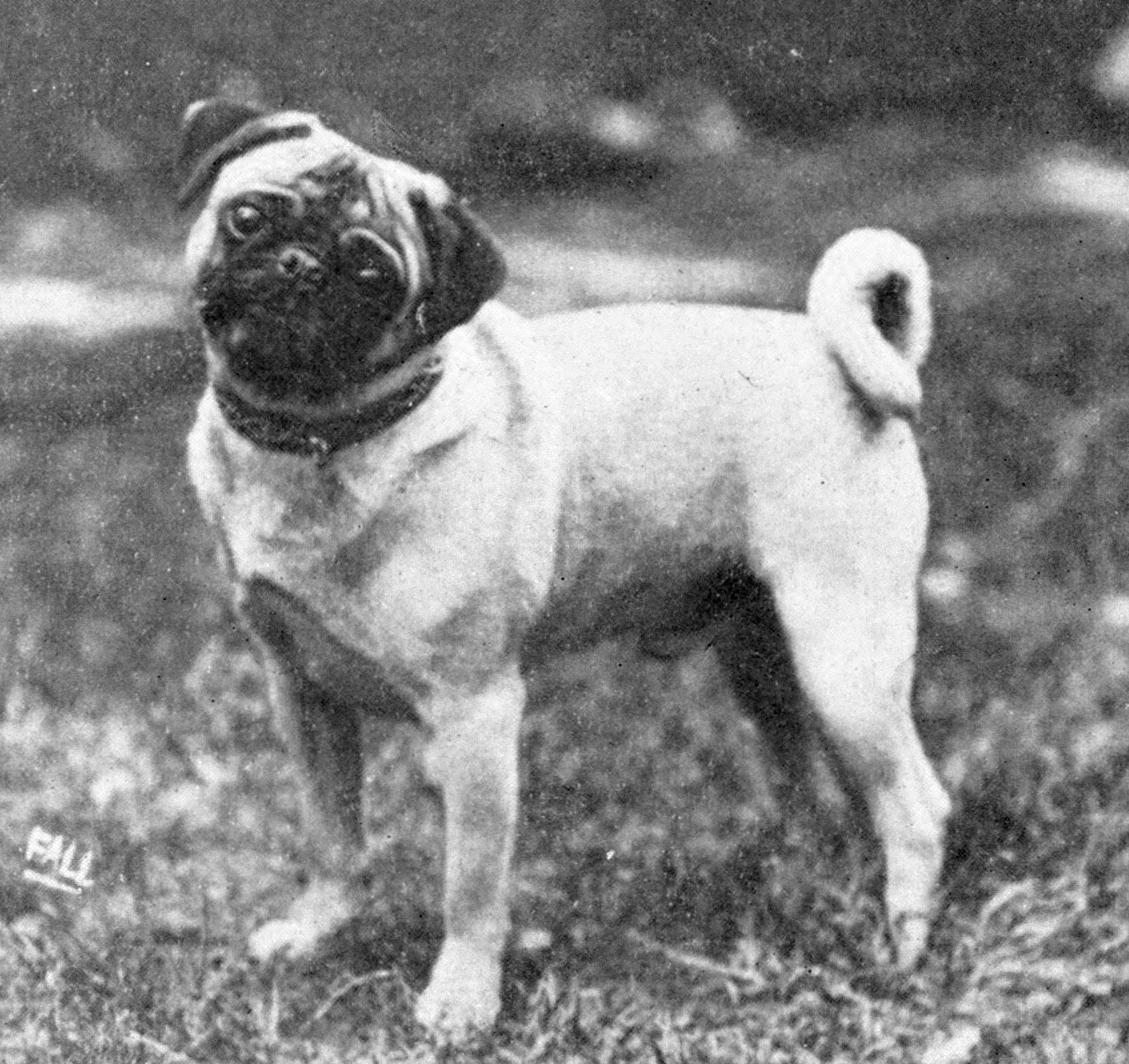
Cão pug de 1915
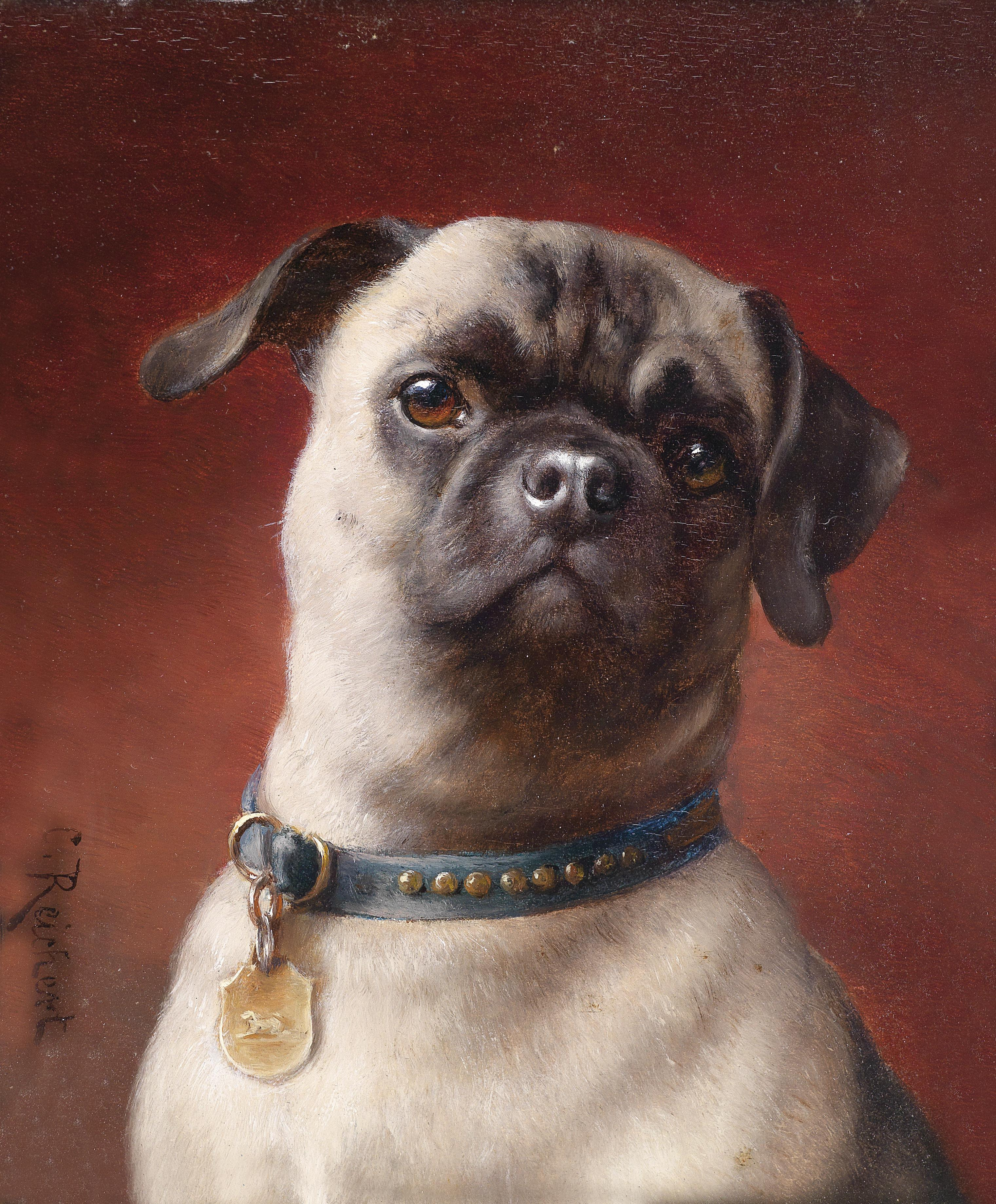
Um pug por Carl Reichert (1836-1918)

## Temperamento
O pug é um cachorro de temperamento calmo, dócil, que não late à toa, e adora ficar no colo. É um cão equilibrado, feliz, disposto, de grande charme, dignidade e extremamente inteligente. Apesar de seu tamanho pequeno, tem uma personalidade forte, é obstinado, mas raramente agressivo. Considera-se que o pug é um excelente cão de companhia, afetuoso, muito companheiro, adequado para famílias com ou sem crianças. Por seu porte robusto, é considerado adequado para as crianças, sendo capaz de acompanhar as brincadeiras sem grandes riscos ao seu físico de porte pequeno. É uma raça conhecida por acompanhar o humor de seus donos. Em geral, são quietos, amáveis, mas também pode se mostrar vivaz e agitado sempre que estimulado. É uma raça que não gosta de ficar sozinha.
De acordo com o livro A Inteligência dos Cães, de Stanley Coren, o pug encontra-se na 57ª posição entre as raças pesquisadas no quesito inteligência a adestramento e obediência a comandos. Também gostam de tomar muita água e por a língua pra fora

## Aparência
O pug é um cachorro com os olhos grandes decididamente quadrado, robusto, enxuto, apresentando uma estrutura compacta e musculatura bem desenvolvida, sem ser magro nem pernalta. A cabeça do pug é relativamente larga, maciça, redonda, sem sulco médio no crânio, de tamanho proporcional ao corpo. O focinho é curto, obtuso, quadrado, tem rugas profundas e grandes na testa, mas sem exagero, apresenta trufa preta com narinas razoavelmente grandes e bem abertas. Seus olhos são relativamente grandes, escuros, brilhantes e de expressão doce.
As orelhas do pug são finas e pequenas, macias com textura de veludo. Há dois tipos distintos, a "orelha em rosa", que é caída e dobrada para trás, e a "orelha em botão", que é caída para frente de maneira a cobrir o orifício da orelha. A cauda do pug é inserida alta, o mais enrolada possível sobre o dorso. De acordo com o standard oficial, a raça pug é considerada de porte pequeno, o peso dos cães dessa fica entre os 6,3 e 8,1 kg.

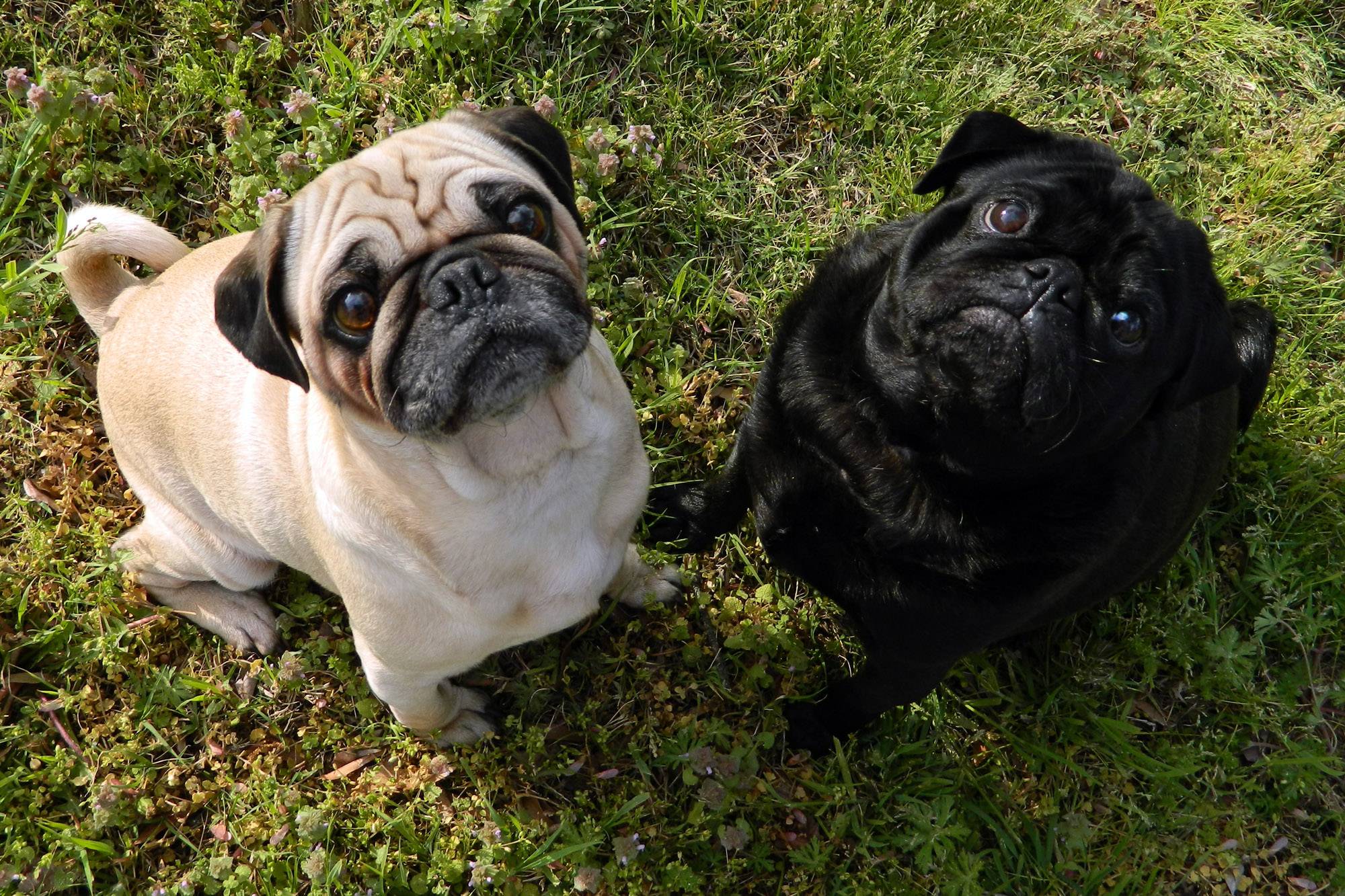
Pug esquerdo de cor abricó e direito de cor preta

### Pelagem e cor
A pelagem é lisa, fina, suave, curta e brilhante, nem áspera e nem lanosa. As cores são o preto, amarelo damasco (abricó), fulvo e prata. Cada uma claramente definida para fazer um completo contraste entre as cores, o traço (a linha preta que se estende desde o occipital até a cauda), e a máscara. A chamada máscara, as orelhas, os sinais nas bochechas, a marca do polegar ou diamante na testa e o traço são o mais preto possível.

## Doenças
O pug é uma raça sensível com forte tendência em apresentar vários tipos de doenças. Muitos dos problemas de saúde dos pugs são consequentes de suas características físicas como os olhos saltados e rugas, além de ser um cão braquicefálico.
Algumas doenças comuns em pugs são: KSC (ceratoconjuntivite seca) ou doenças dos olhos secos, úlcera de córnea, dermatite, obesidade canina, prolongamento de palato mole, estenose nasal, displasia coxofemoral canina, luxação de patela, problemas respiratórios, etc.

## Legislação
Nos Países Baixos uma lei foi aprovada em 2014 a respeito de criação de cães braquicefálicos. Esta lei neerlandesa proíbe a criação de cães com focinhos muito curtos ou achatados, estabelecendo que os cães devem ter no mínimo o focinho acima de um terço (33%) do comprimento do crânio, e, outras exigências sobre abertura de nariz, profundidade de focinho, sons da respiração, pálpebras, produção de lágrimas, pigmentação da córnea, etc. Além disso, estão sendo implementados testes de desempenho físico para reprodutores. Cerca de 20 raças serão proibidas de se reproduzir se não se adequarem as exigências. A medida foi estabelecida visando melhorar a saúde da população canina, diminuindo problemas causados por traços físicos exagerados das criações modernas, a exemplo do focinho achatado causador de problemas respiratórios. A raça pug transformou-se num dos símbolos da lei, e, para se adequarem, alguns criadores estão realizando cruzamentos com outras raças para aumentar o focinho do pug.

Algumas companhias aéreas recusam o transporte de cães braquicefálicos (cães com focinho achatado), devido ao alto risco de óbito em decorrência de problemas respiratórios, como super aquecimento, que estes cães têm mais tendência a apresentar.